# Liste des épisodes de Sept à la maison

Cette page présente la liste des épisodes de la série télévisée Sept à la maison.

## Première saison (1996-1997)
1. Tout va pour le mieux (Anything You Want)  Résumé: Simon le Cadet de la famille rêve d'un chien Rosie la petite dernière es fort sur Simon. Matt l'aîné veut que ses parents Éric et Annie parle avec Marie la seconde lucy elle stress de ne par devenir une jeune femme. Les parents d´Annie arrivent avec une nouvelle choquant. Simon va voir son rêve se réalise il va avoir une chienne qui Rosie va baptisé Happy lucy devient une jeune femme.
2. Secrets de famille (Family Secrets) Résumé : Simon garde secret avec Rosie que Happy es enceinte en vue qu'elle mange les chaussures de Éric. Matt lui aide une amie enceinte et oublie de rentre chez lui un soir .
3. En un clin d'œil (In a Blink of an Eye)
4. Pas d'enterrement et un mariage (No Funeral and a Wedding)Résumé La mère Annie mort dans la nuit l´enterrement à lieu chez eux Éric es plus en deux feu sa femme qui triste et un couple plein dispute sur le Pint de se marier. Simon lui veut savoir se que ce passe après la mort es pouse des questions plusieurs personnes.
5. La proie des flammes (The Color of Gold)
6. Halloween (Halloween)
7. Samedi (Saturday)
8. Qu'en-dira-t-on ? (What Will People Say?)
9. Braquage (See No Evil, Hear No Evil, Speak No Evil)
10. Dernière chance pour Julie (The Last Call for Aunt Julie) Résumé Julie la sœur Éric vien lui rentre Visite heureux de cette visite personnes ne voit qu'elle a un problème avec l´alcool juste un jour où Simon garde la clé du bar juste pour jouer un tour qui ne plaît par trop à Julie qui commence à le tape dessus Rosie voir es cri maman Annie la mais dehors.
11. Vous me voyez maintenant (Now You See Me?)
12. Toute aide sera la bienvenue (With a Little Help from my Friends)
13. Un verre de trop (America's Most Wanted)
14. Sept ça suffit (Seven Is Enough)
15. Joyeuse Saint-Valentin (Happy's Valentine)
16. L'École de la vie (Brave New World)
17. Chacun son choix (Choices)
18. Foi, espoir et ligne budgétaire (Faith, Hope and the Bottom Line)
19. Georges (It's About George) Résumé : Les parents Éric invite chez leurs fils Éric découvre avec surprise que un jeune garçon George se cache dans son bureau de l´église Éric et Annie va vite comprendre qu'il es orphelin voulant l'adopter mes il se lis d´amitié avec les parents d´Éric juste qui veut vivre avec eux autant que leur fil.
20. Le Temps des adieux (Say Goodbye)
21. Liaisons dangereuses - 1re partie (Dangerous Liaisons - Part 1)
22. Liaisons dangereuses - 2e partie (Dangerous Liaisons - Part 2)

## Deuxième saison (1997-1998)
1. Remariage (Don't Take my Love Away)
2. Rentrée agitée (See you in September)
3. Je t'aime (I Love You)
4. Le Drame (Who Knew?)
5. Apprendre à ses dépens (Says Who?)
6. Peines de cœur (Breaking Up is Hard to Do)
7. Tôt ou tard (Girls Just Want to Have Fun)
8. Coup de balai dans le ménage (Do Something)
9. Je te déteste (I Hate You)
10. Vérité ou faux-semblants (Truth or Dare)
11. Agis, réagis ou reste hors du coup (Lead, Follow or Get Out of the Way)
12. Jugement hâtif (Rush to Judgement)
13. Entre les deux, mon cœur balance (Stuck in the Middle With You)
14. Bureaucratie (Red Tape)
15. Le Match de basket (Homecoming)
16. On finit tous par se rencontrer (It Takes a Village)
17. Une chambre sous le toit (Nothing Endures But Changes)
18. L'Étudiant étranger (My Kinda Guy)
19. L'Oiseau quitte le nid (Time to Leave the Nest)
20. Le Bal de la promo (Like a Harlot)
21. Petits copains - 1re partie (Boyfriends - Part 1)
22. Le départ - 2e partie (And Girlfriends - Part 2)

## Troisième saison (1998-1999)
1. Le Régime (It Takes Two, Baby)
2. Un Bizutage arrosé (Drunk Like Me)
3. La Meilleure Amie (Cutters)
4. L'Héritage (Legacy)
5. Le Permis de conduire (...And a Nice Chianti)
6. Un vétéran à la rescousse (And the Home of the Brave)
7. Jeux dangereux (Johnny Gets Your Gun)
8. Le Groupe de rock (No Sex, No Drugs and a Little Rock n' Roll)
9. Et si on parlait de sexe? (Let's Talk About Sex)
10. Vive le Père Noël! (Here Comes Santa Claus)
11. Silence et secret (Nobody Knows)
12. Tout ça pour... (All That Jazz)
13. La tribu se serre les coudes (The Tribes That Bind)
14. L'Éloge des femmes (In Praise of Women)
15. C'est arrivé cette nuit (It Happened One Night)
16. L'Indic (Paranoia)
17. Révolte à la maison (Sometimes That's Just the Way It Is)
18. Le Scandale (We the People)
19. Une petite voix m'a dit (The Voice)
20. Une vie de chien (All Dogs Go to Heaven)
21. Le cœur a ses raisons - 1re partie (There Goes the Bride - Part 1)
22. Le cœur a ses raisons - 2e partie (There Goes the Bride - Part 2)

## Quatrième saison (1999-2000)
1. Remue-ménage (The Tattle Tale Heart)
2. La Vie est trop belle (Life is Too Beautiful)
3. Liberté, égalité et fraternité (Yak Sada)
4. Foi et finance (Come Drive With Me)
5. Code d'honneur (With Honors)
6. Urgences à la maison (Just you Wait and See)
7. Crimes... - 1re partie (Sin - Part 1)
8. ...Et châtiments - 2e partie (And Expiation - Part 2)
9. Réparations - 3e partie (Dirty Laundry - Part 3)
10. La Peinture murale (Who Nose)
11. La vérité se découvre (Forget Me Not)
12. Enfin seule (All By Myself)
13. Une question de confiance (Who Do you Trust?)
14. Paroles, paroles (Words)
15. La Saint-Valentin (Love Me, Love Me Not)
16. Une petite prière (Say a Little Prayer for Me)
17. Douze jurés en colère (Twelve Angry People)
18. Rêves et revers (Hoop Dreams)
19. Parlons-en (Talk to Me)
20. Mensonges, mensonges (Liar, Liar)
21. L'Amour à mal - 1re partie (Love Stinks - Part 1)
22. L'Amour à mal - 2e partie (Love Stinks - Part 2)

## Cinquième saison (2000-2001)
1. Et ça recommence ! (Here We Go Again)
2. Au secours (Help)
3. Sorties en solo (Losers)
4. Le Journal de Rosie (Busted)
5. Baby-sitting (Blind)
6. À propos de Mary (Broke)
7. Au revoir (Bye)
8. Ragots (Gossip)
9. Drôle de fréquentation (Tunes)
10. Le Temps des surprises (Surprise!)
11. Cohabitation (Home)
12. Une journée particulière (One Hundred)
13. Jalousie (Kiss)
14. Chacun cherche sa chacune (V Day)
15. Dérapages (Sweeps)
16. Éducation parentale (Parents)
17. Fou furieux (Crazy)
18. Loin des yeux, loin du cœur (Apologize)
19. L'Idole des filles (Virgin)
20. La famille s'agrandit (Regrets)
21. Meli-mélo amoureux - 1re partie (Chances... - Part 1)
22. Meli-mélo amoureux - 2e partie (...Are - Part 2)

## Sixième saison (2001-2002)
1. Les Malheurs d'Eric (Changes)
2. Plaisanteries (Teased)
3. Accident de travail (Sympathy)
4. Chacun son métier (Worked)
5. Le Coup de foudre (Relationships)
6. Partir, revenir (Broken)
7. Punition collective - 1re partie (Prodigal - Part 1)
8. Un nouveau départ - 2e partie (Ay Carumba - Part 2)
9. Retrouvailles inespérées (Lost)
10. Mensonges en cascade (Consideration)
11. Nostalgie (Pathetic)
12. C'est mon amie (Suspicion)
13. Une soirée arrosée (Drunk)
14. Coup de blues (Hot Pants)
15. Une si jolie rencontre - 1re partie (I Really Do - Part 1)
16. Un mariage éclair - 2e partie (I Really Did - Part 2)
17. Rencontre du Troisième Type (Lip Service)
18. La Bague au doigt (The Ring)
19. Obsession (Letting Go)
20. Le Soldat connu (The Known Soldier) (épisode inédit en France)
21. Guerre sainte - 1re partie (Holy War - Part 1)
22. Guerre sainte - 2e partie (Holy War - Part 2)

## Septième saison (2002-2003)
1. Le Cirque à la maison - 1re partie (Monkey Business - Part 1)
2. Le Cirque à la maison - 2e partie (Monkey Business - Part 2)
3. La Bonne Conscience (The Enemy Within)
4. La Partie de bowling (Bowling For Eric)
5. À cœur ouvert (The Heart of the Matter)
6. Le Grand Vide (Regarding Eric)
7. L'Indésirable (Gabrielle Come Blow your Horn)
8. Une convalescence douloureuse (Peer Pressure)
9. Les Âmes perdues (Lost Souls)
10. Appel de détresse (A Cry For Help)
11. Le Septième Jour (Sunday)
12. Galop d'essai (Back in the Saddle Again)
13. Une thérapie difficile (It's Not Always About You)
14. Zone non fumeur (Smoking)
15. Tout arrive à qui sait attendre (I Love Lucy)
16. Les Préparatifs (Stand Up)
17. Tensions (High Anxiety)
18. Le Grand Jour (We Do)
19. La solitude, ça n'existe pas 1re partie (That Touch of Bink)
20. Mariages en série 2e partie (Dick)
21. La roue tourne - 1re partie (Life and Death - Part 1)
22. La roue tourne - 2e partie (Life and Death - Part 2)

## Huitième saison (2003-2004)
1. Un Été difficile - 1re partie (The Long Bad Summer - Part 1)
2. Secrets dévoilés - 2e partie (An Early Fall - Part 2)
3. Nouvelle orientation (PK)
4. Une journée chez les Camden (I Wasn't Expecting That!)
5. Notre histoire (Simon's Home Video) (épisode inédit en France)
6. Charité bien ordonnée (Charity Begins at Home)
7. Au-delà des apparences (Getting to Know you)
8. Explications (Baggage)
9. Alice (Go Ask Alice)
10. Premier jour aux urgences (The One Thing)
11. Le Choix des mots (When Bad Conversations Happen to Good People)
12. Le Père prodigue (The Prodigal Father)
13. Sport ou études (Major League)
14. Guerre d'opinions (Healing Old Wounds)
15. L'Exposé (Don't Speak Ill of the Dead of the Living)
16. Une famille étouffante (The Anniversary)
17. Des fiançailles, deux mariages et un enterrement (Two Weddings, a Engagement and a Funeral)
18. Un ange passe (Angel)
19. Une maison pour la vie (There's No Place Like It)
20. Sur la mauvaise pente (High and Dry)
21. L'École buissonière (Lost and Found)
22. Retour au bercail - 1re partie (Little White Lies - Part 1)
23. Retour au bercail - 2e partie (Little White Lies - Part 2)

## Neuvième saison (2004-2005)
1. La Rentrée des classes - 1re partie (Dropping Trou - Part 1)
2. Sujets tabou - 2e partie (The Best Laid Plans - Part 2)
3. La Passion de Lucy (The Song of Lucy)
4. Future maman (Bad Boys, Bad Boys, Whatcha Gonna Do)
5. Tous aux urnes (Vote)
6. L'Art d'être papa (Fathers)
7. Quiproquo (Regret to Inform)
8. Famille d'accueil (Why Not Me ?)
9. Une Tradition [Repas de fête] (Thansgiving)
10. Recette d'une soirée mouvementée [Réunion de famille] (Gratitude)
11. Mauvaise humeur (Wayne's World)
12. L'accouchement (Paper or Plastic)
13. Parents en détresse (The Fine Art of Parenting)
14. Premier rendez-vous (First Date)
15. Chant d'amour (Red Socks) (épisode inédit en France)
16. Tout pour mon frère (Brotherly Love)
17. Un tissu de mensonges (Tangled Web We Weaved)
18. L'amour d'une mère (Honor Thy Mother)
19. Familles démunies (Hungry)
20. Les choses de la vie (Leaps of Faith)
21. Joies et déceptions - 1re partie (Mi Familia - Part 1)
22. Joies et déceptions - 2e partie (Mi Familia - Part 2)

## Dixième saison (2005-2006)
1. Au pied du mur 1re partie (It's Late)
2. Les Joies du foyer 2e partie (Home Run)
3. Oh les filles, oh les filles (Moma's Gonna Buy You a Diamond Ring)
4. Un Diamant pour Rose (Ring Around the Rosie)
5. La Confiance règne (The Rat's Out of the Bag)
6. Besoin d'aide (Helpful)
7. De Bonnes résolutions (Soup's On)
8. Révélation tardive (Chicken Noodle Heads)
9. La Fin des secrets (Turkey)
10. Un Petit air de fête (Apple Pie)
11. La Nuit de Noël (X-Mas)
12. J'ai fait un rêve ... (Got MLK?)
13. Dilemme (And Baby Makes Three)
14. Une Surprise qui tombe à l'eau (Love and Obsession)
15. Remède miracle (The Magic of Gershwin)
16. Visites inattendues (Moving Ahead)
17. Restez en ligne ! (Highway to Cell)
18. Invitations croisées (Invitation to Disaster)
19. Petits secrets de famille - 1re partie (Secrets ... - Part 1)
20. Et encore des secrets... - 2e partie (...And More Secrets - Part 2)
21. Au revoir... - 1re partie (Goodbye and Thank You - Part 1)
22. ... Et merci - 2e partie (Goodbye and Thank You - Part 2)

## Onzième saison (2006-2007)
1. La Vie continue (Turn, Turn, Turn)
2. Au Menu, ce soir (And Tonight's Specials Are...)
3. Une Mauvaise journée (A Pain in the Neck)
4. Leçons à domicile (Don't Ax, Don't Tell)
5. Un Garçon, 2 filles... (The Replacements)
6. La Vie à tout prix (Broken Hearts and Promises)
7. Décollage immédiat 1re partie (You Take the High Road)
8. De Retour ? 2e partie (And I'll Take the Low Road)
9. Retour à la maison (Thanks and Giving)
10. Qui ne risque rien... (You Don't Know What've You Got 'Til He's Gone)
11. L'Ange gardien (Christmas !)
12. Sauvez le Darfour (Can I Just Get Something to Eat ?) (épisode inédit en France)
13. Tentations ! (Script Number Two Hundred Thirty-Four)
14. Nouveau souffle (Deacon Blues)
15. Je t'ai dans la peau (Tit for Tat)
16. Cellule de crise (Gimme That Ol' Time Religion)
17. De petits miracles ! (Small Miracles)
18. A l'encre de Chine (Inked)
19. Je ne t'M + (Some Break-Ups and Some Get-Togethers)
20. Jeux de l'amour et du hasard (Nothing Says Lovin' Like Something From the Oven)
21. Quand tout s'arrange (Good News For Almost Everyone)
22. Le grand départ (And Away We Go)